# Paal Flaata
Paal Flaata, nato Pål Flåta (Skien, 8 aprile 1968), è un cantante norvegese, ex membro dei Midnight Choir e degli Humble Servants.

## Biografia
Paal Flaata ha fatto il suo debutto discografico da solista con l'album in studio In Demand (2002), classificatosi 14º nella VG-lista. Rain (2005) ha esordito al 6º posto della classifica, mentre Christmas Island ha conquistato il 29º posto.
Old Angel Midnight (2008) ha fatto l'entrata in classifica alla 18ª posizione. Quattro anni più tardi viene pubblicato Wait by the Fire - Songs of Chip Taylor, secondo ingresso del cantante nella top ten norvegese e candidato per lo Spellemannprisen al country.
Bless Us All - Songs of Mickey Newbury, uscito nel 2014, ha raggiunto la 38ª posizione. Come Tomorrow - Songs of Townes Van Zandt (2016) è anch'esso entrato nella graduatoria norvegese ed è stato in lizza per lo Spellemannprisen al country.
Love and Rain: The Athletic Sessions (2017) è stato il suo terzo LP a ottenere una candidatura nell'ambito degli Spellemannprisen.

## Discografia

### Da solista

#### Album in studio
- 2002 – In Demand
- 2005 – Rain
- 2006 – Christmas Island
- 2008 – Old Angel Midnight
- 2012 – Wait by the Fire - Songs of Chip Taylor
- 2014 – Bless Us All - Songs of Mickey Newbury
- 2016 – Come Tomorrow - Songs of Townes Van Zandt
- 2017 – Love and Rain: The Athletic Sessions
- 2022 – New Green Grass Will Grow
- 2023 – I Heard the Bells on Christmas Day

#### Singoli
- 2005 – It Will All Come Down
- 2005 – Don't You Walk Away
- 2016 – Where I Lead Me
- 2016 – Come Tomorrow (feat. Maia Flaata)
- 2017 – The Comedians/Love and Rain
- 2017 – For the Good Times/Hand Me Another of Those
- 2017 – The Moon Is a Harsh Mistress/First Time Ever I Saw Your Face
- 2017 – We Had It All/It's Only Make Believe
- 2017 – And I Love You So/Feel Like Going Home
- 2019 – Take My Hand, Precious Lord
- 2020 – Suppose
- 2020 – Spiritual
- 2022 – It's Hard to Sing This Song
- 2022 – Jubilee
- 2022 – If You Go Away
- 2023 – O Holy Night

### Midnight Choir

#### Album in studio
- 1994 – Midnight Choir
- 1996 – Olsen's Lot
- 1998 – Amsterdam Stranded
- 2000 – Unsung Heroine
- 2003 – Waiting for the Bricks to Fall

#### Album dal vivo
- 2008 – In the Shadow of the Circus

#### Raccolte
- 2002 – Selected Songs
- 2005 – All Tomorrow's Tears: The Best of Midnight Choir

### The Humble Servants
- 2012 – Down to the Bone